# Liptena praeusta
Liptena praeusta är en fjärilsart som beskrevs av Schultze 1922. Liptena praeusta ingår i släktet Liptena och familjen juvelvingar. Inga underarter finns listade i Catalogue of Life.